# Società Sportiva Galliate Calcio 1940-1941
Questa voce raccoglie le informazioni riguardanti la Società Sportiva Galliate Calcio nelle competizioni ufficiali della stagione 1940-1941.

## Rosa
| N. |                   | Ruolo | Calciatore          |
| -- | ----------------- | ----- | ------------------- |
|    | Italia (bandiera) | C     | Rinaldo Balocco     |
|    | Italia (bandiera) | D     | Gaudenzio Balossini |
|    | Italia (bandiera) | A     | Novello Barè        |
|    | Italia (bandiera) | P     | Renzo Bonfignoli    |
|    | Italia (bandiera) | C     | Carlo Bordini       |
|    | Italia (bandiera) | C     | Mario Brustio       |
|    | Italia (bandiera) | D     | Natale Camurati     |
|    | Italia (bandiera) | P     | Battista Coppa      |
|    | Italia (bandiera) | D     | Mario Gavina        |
|    | Italia (bandiera) | D     | Piero Genestrone    |
|    | Italia (bandiera) | C     | Mario Lovetti       |
|    | Italia (bandiera) | C     | Luigi Macchi        |
|    | Italia (bandiera) | A     | Alessandro Mainardi |

| N. |                   | Ruolo | Calciatore        |
| -- | ----------------- | ----- | ----------------- |
|    | Italia (bandiera) | D     | Aldo Marelli      |
|    | Italia (bandiera) |       | G. Masuero        |
|    | Italia (bandiera) |       | Pietro Miglio     |
|    | Italia (bandiera) | C     | Angelo Panigoni   |
|    | Italia (bandiera) | A     | Paolino Piola     |
|    | Italia (bandiera) |       | Ferruccio Ramella |
|    | Italia (bandiera) |       | Celestino Sironi  |
|    | Italia (bandiera) | P     | Enrico Somma      |
|    | Italia (bandiera) | A     | Aurelio Storzini  |
|    | Italia (bandiera) | C     | Gianpiero Toia    |
|    | Italia (bandiera) |       | F. Ugazio         |
|    | Italia (bandiera) | A     | Gianni Ugazio     |
|    | Italia (bandiera) | C     | Bernardo Vella    |